# Bruno Loscos
Bruno Loscos, né le 28 avril 1975 à Lyon, est un patineur de patinage de vitesse sur piste courte français. Il a été entraîneur de l'équipe du Pôle de Dijon et entraîneur national aux Jeux olympiques d'hiver de 2010 à  Vancouver au Canada.

## Biographie

### Jeux olympiques
- Jeux olympiques d'hiver de 2002 à Salt Lake City ( États-Unis)
  - 16e sur 500 mètres
  - 17e sur 1 000 mètres
  - 5e sur 1 500 mètres
- Jeux olympiques d'hiver de 1998 à Nagano ( Japon)
  - 18e sur 500 mètres
  - 17e sur 1 000 mètres
- Jeux olympiques d'hiver de 1994 à Lillehammer ( Norvège)
  - 21e sur 500 mètres
  - 26e sur 1 000 mètres

### Championnats d'Europe
- 2002
  -  Médaille d'argent sur 1 000 m
  -  Médaille d'argent sur 3 000 m
  -  Médaille de bronze au général
- 2001
  -  Médaille d'or au général
  -  Médaille d'or sur 1 000 m
  -  Médaille d'or sur 1 500 m
- 1999
  -  Médaille d'argent sur 1 000 m
  -  Médaille de bronze sur 3 000 m
- 1997
  -  Médaille d'argent sur 1 000 m
  -  Médaille de bronze au général

### Championnats de France
- -  Champion de France en 1995, 1996, 1997, 1998, 2000, 2001 et 2002.